# Sacilese Calcio 2009-2010
Questa voce raccoglie le informazioni riguardanti  la Sacilese Calcio nelle competizioni ufficiali della stagione 2009-2010.

## Rosa
| N. |                   | Ruolo | Calciatore             |
| -- | ----------------- | ----- | ---------------------- |
| -  | Italia (bandiera) | D     | Nicola Artusi          |
| -  | Italia (bandiera) | C     | Simone Bertagno        |
| -  | Italia (bandiera) | P     | Angelo Calligaro       |
| -  | Italia (bandiera) | C     | Ulpiano Mattia Capalbo |
| -  | Italia (bandiera) | D     | Luca Colombera         |
| -  | Italia (bandiera) | D     | Mattia Conte           |
| -  | Italia (bandiera) | A     | Simone Corbanese       |
| -  | Italia (bandiera) | D     | Alessio Creglia        |
| -  | Italia (bandiera) | C     | Matteo Dal Cin         |
| -  | Italia (bandiera) | A     | Enrico Da Ros          |
| -  | Italia (bandiera) | D     | Alberto Faloppa        |
| -  | Italia (bandiera) | D     | Valerio Fantin         |

| N. |                    | Ruolo | Calciatore         |
| -- | ------------------ | ----- | ------------------ |
| -  | Italia (bandiera)  | C     | Alberto Favero     |
| -  | Italia (bandiera)  | C     | Davide Furlan      |
| -  | Italia (bandiera)  | C     | Massimo Gardin     |
| -  | Italia (bandiera)  | D     | Francesco Grazzolo |
| -  | Marocco (bandiera) | A     | Medhi Kabine       |
| -  | Italia (bandiera)  | A     | Federico Ligori    |
| -  | Italia (bandiera)  | A     | Antonio Pignataro  |
| -  | Italia (bandiera)  | C     | Ivan Romito        |
| -  | Italia (bandiera)  | C     | Elia Roveredo      |
| -  | Italia (bandiera)  | P     | Nicola Santorello  |
| -  | Italia (bandiera)  | D     | Roberto Vecchiato  |